# Balogh Tibor (filozófus)
Balogh Tibor (Makó, 1948. november 3. –) magyar filozófus, egyetemi tanár. Pszichológiát, filozófiát, esztétikát tanít. A Szegedi Akadémiai Bizottság neveléstudományi és pszichológiai szakbizottságának elnöke. A filozófiatudományok kandidátusa (1983), doktora (1993).

## Életpályája
Szülei Balogh Zoltán hentes, mészáros és Ocskó Mária adminisztrátor. 1955-1963 között a Juhász Gyula Tanárképző Főiskola I. sz. Gyakorló Általános Iskolában tanult. 1963-1967 között a Radnóti Miklós Kísérleti Gimnázium diákja volt. 1968-1973 között a József Attila Tudományegyetem hallgatója magyar-pedagógia szakon. 1973-1975 között a Juhász Gyula Tanárképző Főiskola tanársegédjeként működött. 1974-1977 között az Eötvös Loránd Tudományegyetem filozófiai kiegészítő szakon tanult. 1975-1981 között a József Attila Tudományegyetem Filozófia Tanszékén egyetemi tanársegédi beosztásban dolgozott. 1981-1986 között a József Attila Tudományegyetem Filozófiai Tanszékén egyetemi adjunktusként működött. 1986-1989 között a SZOTE docense valamint a Társadalomtudományi Intézet filozófiai szakcsoportjának vezetője. 1989-1995 között a Juhász Gyula Tanárképző Főiskola Pszichológiai Tanszéken tanszékvezető főiskolai tanár, 1995 óta ugyanitt főiskolai tanár. 2007-ben habilitált.
Kutatási területe a pszichológiaelmélet, Jean Piaget életműve, valamint a posztmodernizmus.

## Művei
- Egy sajátos konceptualizálás antropológiai tanulságai (1979)
- Jean Piaget (1982)
- L'influance de la psychoanalyse classique sur la psychologie et la culture hongroises. Philosophy and Culture. Studies from Hungary (1983)
- Evolúcióelmélet és filozófiai konzekvencia (1987)
- Sur le concept de la psychologie chez Imre Hermann. Recherches Sémiotique (1988)
- Előszó. Jean Piaget: A viselkedés mint a fejlődés hajtóereje (1988)
- "A pszichikum egyensúlyának szociálantropológiai és esztétikai kérdései" (1989)
- Lélek és játék (1991)
- Utószó. Jean Piaget: Az értelem pszichológiája (1993)
- Az emberi pszichikum: szimmetriák meghiúsulása. Szimmetria-aszimmetria-megközelítések, értelmezések (1996)
- Elrendezés szóval, tettel. Észrevételek a rendszerező elméről és rendhagyásairól (1999)
- Piaget szinkretizmusa (2005)